# Лама (Арецо)
Лама је насеље у Италији у округу Арецо, региону Тоскана.
Према процени из 2011. у насељу је живело 133 становника. Насеље се налази на надморској висини од 529 м.